# Proplyd 133-353
Proplyd 133-353 — кандидат на планету-сироту / субкоричневый карлик с фотоиспаряющимся диском. Экзопланета расположена в скоплении туманностей Ориона. Возможно является крупнейшей экзопланетой во Вселенной (?).

## Характеристики

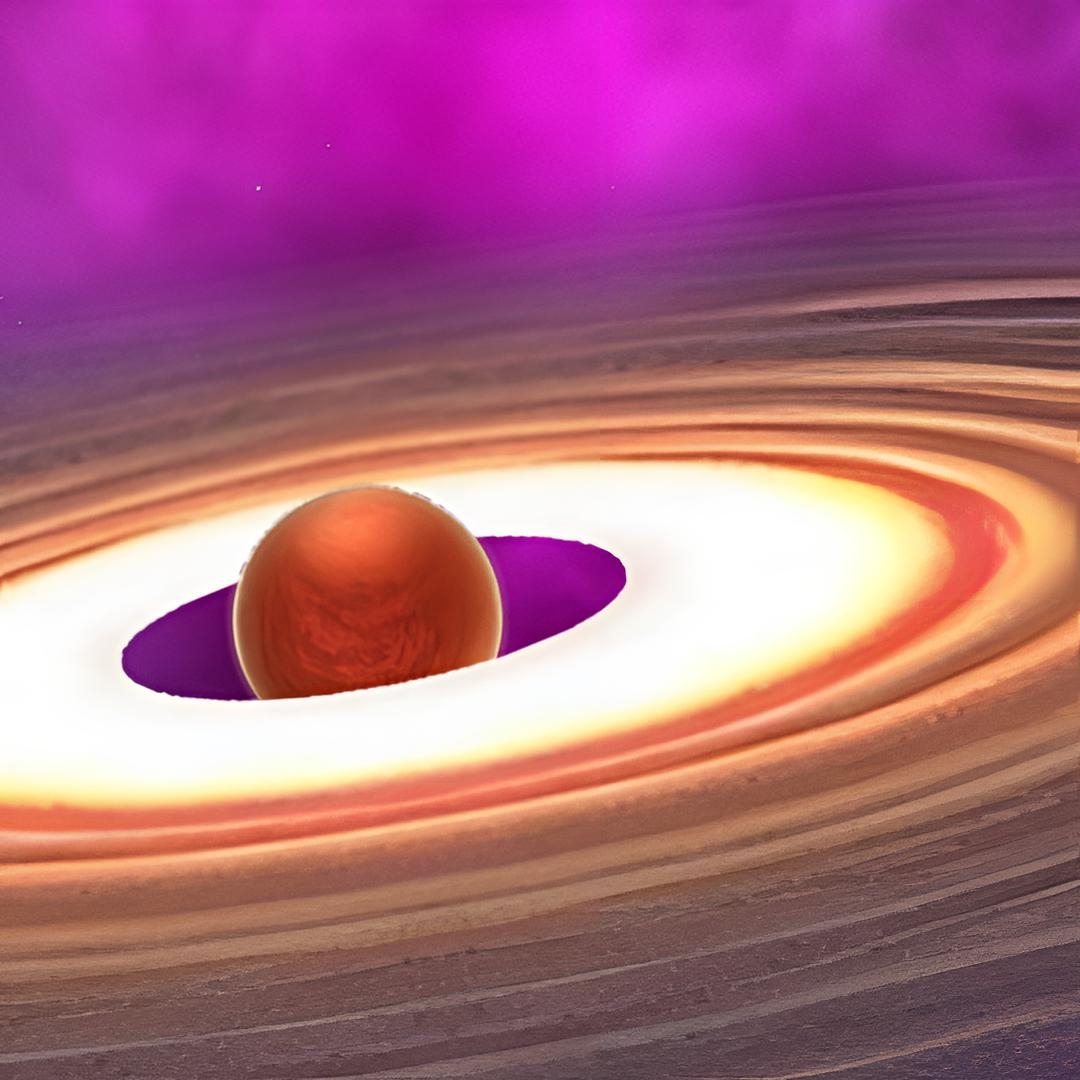
Proplyd 133-353 в представлении художника.

Возраст этой планеты составляет 500 000 лет, и это одна из самых молодых известных экзопланет. Если использовать эволюционные модели PMS и потенциальный более высокий возраст в 1 млн лет, светимость будет ниже, а планета будет меньше. Однако для этого потребуется, чтобы объект был ближе, что маловероятно. Другая оценка расстояния до скопления туманностей Ориона приведет к тому, что светимость будет в 1,14 раза ниже, а также меньший радиус. Вместо фотоиспарительного диска это может быть испаряющаяся газовая глобула, если это так, то его масса составляет 2–28 Масс Юпитера. Таким образом, рассчитанный радиус не обязательно должен быть радиусом (плотного) ядра.

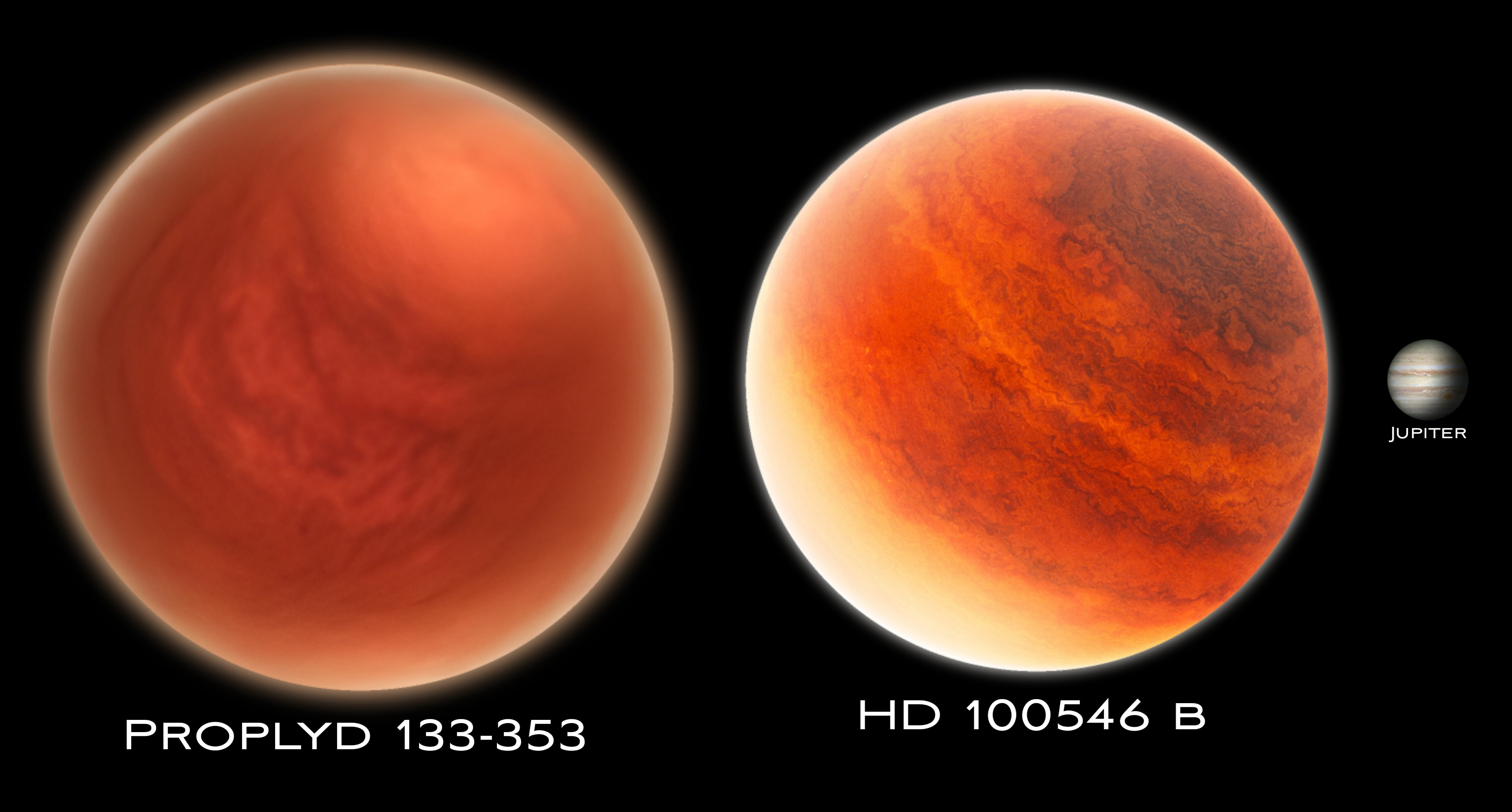
Возможное сравнение размеров Proplyd 133-353 с HD 100546 b и Юпитером.

## Рекомендации
1. Min Fang, Jinyoung Serena Kim, Ilaria Pascucci, Dániel Apai, Carlo Felice Manara. A candidate planetary-mass object with a photoevaporating disk in Orion // The Astrophysical Journal Letters. — 2016-12-20. — Т. 833, вып. 2. — С. L16. — ISSN 2041-8205. — doi:10.3847/2041-8213/833/2/L16. Архивировано 28 ноября 2023 года.